# Lucius Egilius
Lucius Egilius (II w. p.n.e.) - jeden z trzech członków komisji, którzy w 177 p.n.e. zebrali się w mieście Luna (obecne Lucca), by założyć kolonię złożoną z 2000 Rzymian ziemi zdobytej na Ligurach [Liv. XLI 13].